# Alfonso Ossorio
 (juillet 2013).
Alfonso A. Ossorio (1916-1990) est un peintre américano-philippin apparenté au mouvement de l'expressionnisme abstrait[réf. nécessaire].

## Biographie
Alfonso Ossorio est né à Manille en 1916 de parents aisés de la province du Negros occidental.
À huit ans, il est envoyé en Angleterre pour mener ses études dans une école catholique, avant de continuer sa scolarité aux États-Unis à partir de 14 ans. De 1934 à 1938, il étudie les Beaux-Arts à l'université Harvard et poursuit ensuite à la Rhode Island School of Design. Il devient citoyen américain en 1939.
Les premiers travaux d'Ossorio peuvent se relier au Surréalisme. Il rencontre alors Jackson Pollock dont il devient un fervent admirateur et collectionneur, et qui comptera parmi ses meilleurs amis.
Lors d'un voyage à Paris en 1949, Ossorio rencontre Jean Dubuffet, et l'intérêt de ce dernier pour l'art brut ouvre de nouvelles perspectives artistiques à Ossorio.
Sur les conseils de Pollock, Ossorio fait l'acquisition en 1951 d'un terrain de 24 hectares, "The Creeks", à East Hampton (État de New York), où il vivra plus de quarante ans, et où il hébergera les collections d'Art brut de Dubuffet entre 1953 et 1962.
Ossorio entame alors une série d'œuvres constituées d'assemblages divers qu'il nomme "Congrégations", ce qui lui vaut d'être inclus aux côtés de Dubuffet et de 140 autres artistes dans l'exposition "L'Art de l'Assemblage" au  Musée d'Art Moderne de New York (1961).[réf. nécessaire]
Alfonso Ossorio meurt à New York en 1990.